# Aeroporto do Rio de Janeiro-Santos Dumont
O Aeroporto Santos Dumont (IATA: SDU, ICAO: SBRJ) é um aeroporto brasileiro localizado no município do Rio de Janeiro, no estado homônimo, sendo um dos dez mais movimentados do país. Possui localização privilegiada e de fácil acesso, no centro financeiro da cidade. Construído na década de 1930 sobre um aterro à beira da Baía de Guanabara, o Santos Dumont foi o primeiro aeroporto exclusivamente civil a ser inaugurado no Brasil. É o aeroporto mais movimentado do estado do Rio de Janeiro. Em 2021 foi o quinto mais movimentado do Brasil.
Um destaque do Aeroporto Santos Dumont é a moderna sala de embarque, a primeira do país totalmente revestida com material transparente, que dá uma ampla visão para a Baía de Guanabara, onde é possível observar pontos turísticos como a Ponte Rio-Niterói, a Ilha Fiscal, o Museu de Arte Contemporânea, a cidade de Niterói, a Escola Naval e o Pão de Açúcar.
O maior fluxo de passageiros do aeroporto provém da Ponte aérea Rio-São Paulo, que o Santos Dumont com o Aeroporto de Congonhas, em São Paulo, movimentando aproximadamente quatro milhões de passageiros por ano, quase metade da movimentação total. A segunda e a terceira demanda são, respectivamente, o Aeroporto Internacional de Brasília e o Aeroporto Internacional de Belo Horizonte-Confins, ambas com mais de um milhão de passageiros ao ano.
O complexo aeroportuário está instalado em uma área de 833 mil metros quadrados, contando com duas pistas de pousos e decolagens, com capacidade para 29 operações por hora, e dois terminais de passageiros, sendo um para embarque e outro para desembarque. Toda estrutura oferece a capacidade para 15,3 milhões de passageiros por ano, segundo a Infraero.
Seu nome é uma homenagem ao inventor brasileiro Santos Dumont.

## História

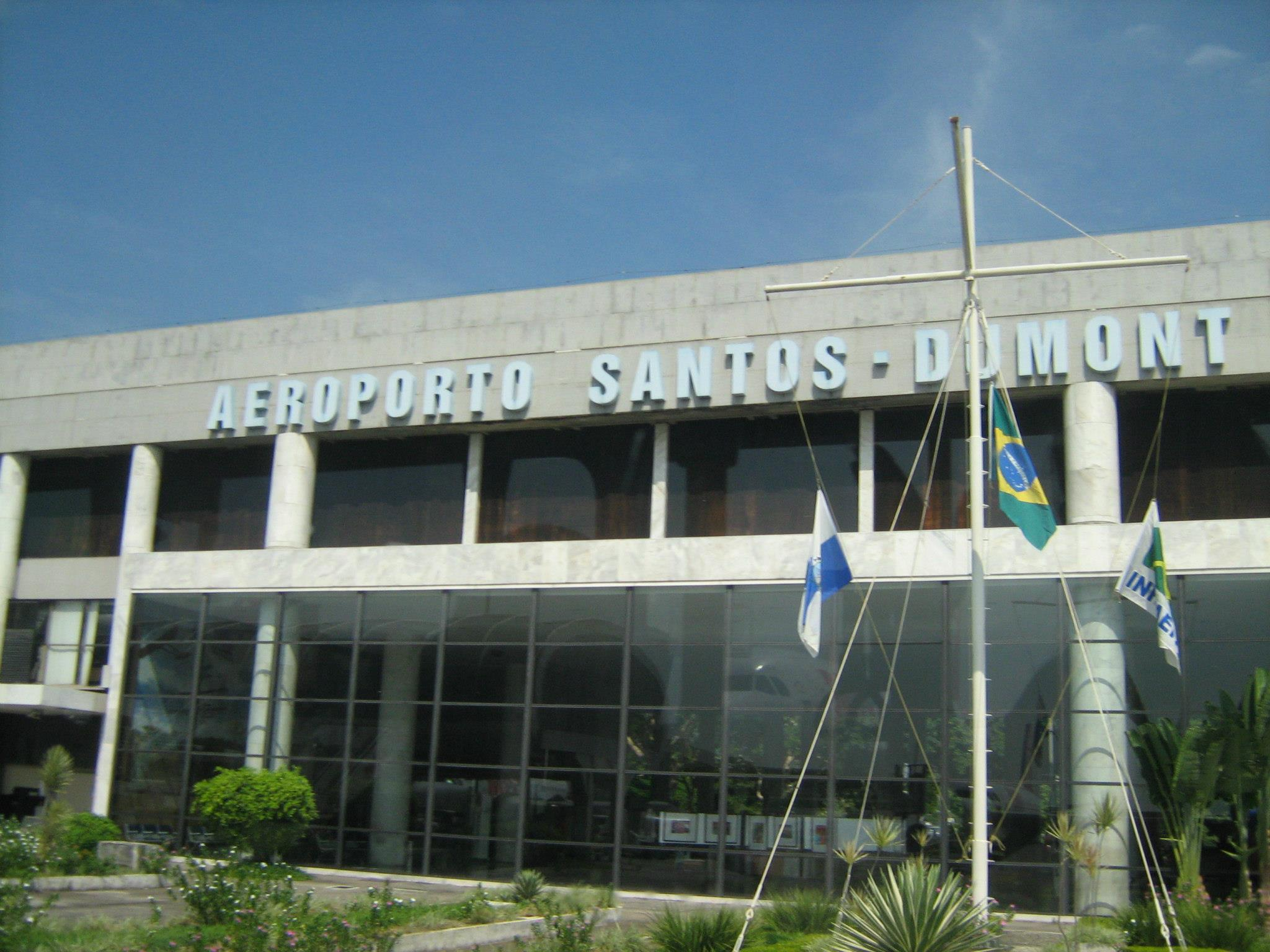
Aeroporto Santos Dumont

No Rio de Janeiro, o transporte aéreo comercial utilizava o atracadouro da Ponta do Calabouço, onde atracavam os hidroaviões de rotas nacionais e internacionais. A aviação de pouso e decolagem terrestre, ainda incipiente, aproveitava o Campo de Manguinhos e os aparelhos militares da Aeronáutica e Marinha usavam, respectivamente, o chamado Campo dos Afonsos e o do Galeão.
Como grande cidade e, sobretudo, na condição de Capital Federal, o Rio de Janeiro precisava dispor de um Aeroporto condizente com suas necessidades. Duas áreas então foram estudadas para a construção do aeroporto da então capital do País: O Aterro do Calabouço, onde operavam os hidroaviões, e o Campo de Manguinhos, que recebia as aeronaves de pouso e decolagem. A proposta de implantar o aeroporto no aterro do calabouço foi bem aceita por especialistas em aviação do mundo todo e com isso, no início dos anos 30, o urbanista francês Alfred Agache idealizou o Aeroporto Santos Dumont a ser construído no centro da cidade do Rio de Janeiro.

### Cronologia

Aeroporto Santos Dumont no dia de sua inauguração.

Getúlio Vargas inaugura o aeroporto, em 30 de novembro de 1936. Arquivo sob a guarda do Arquivo Nacional.

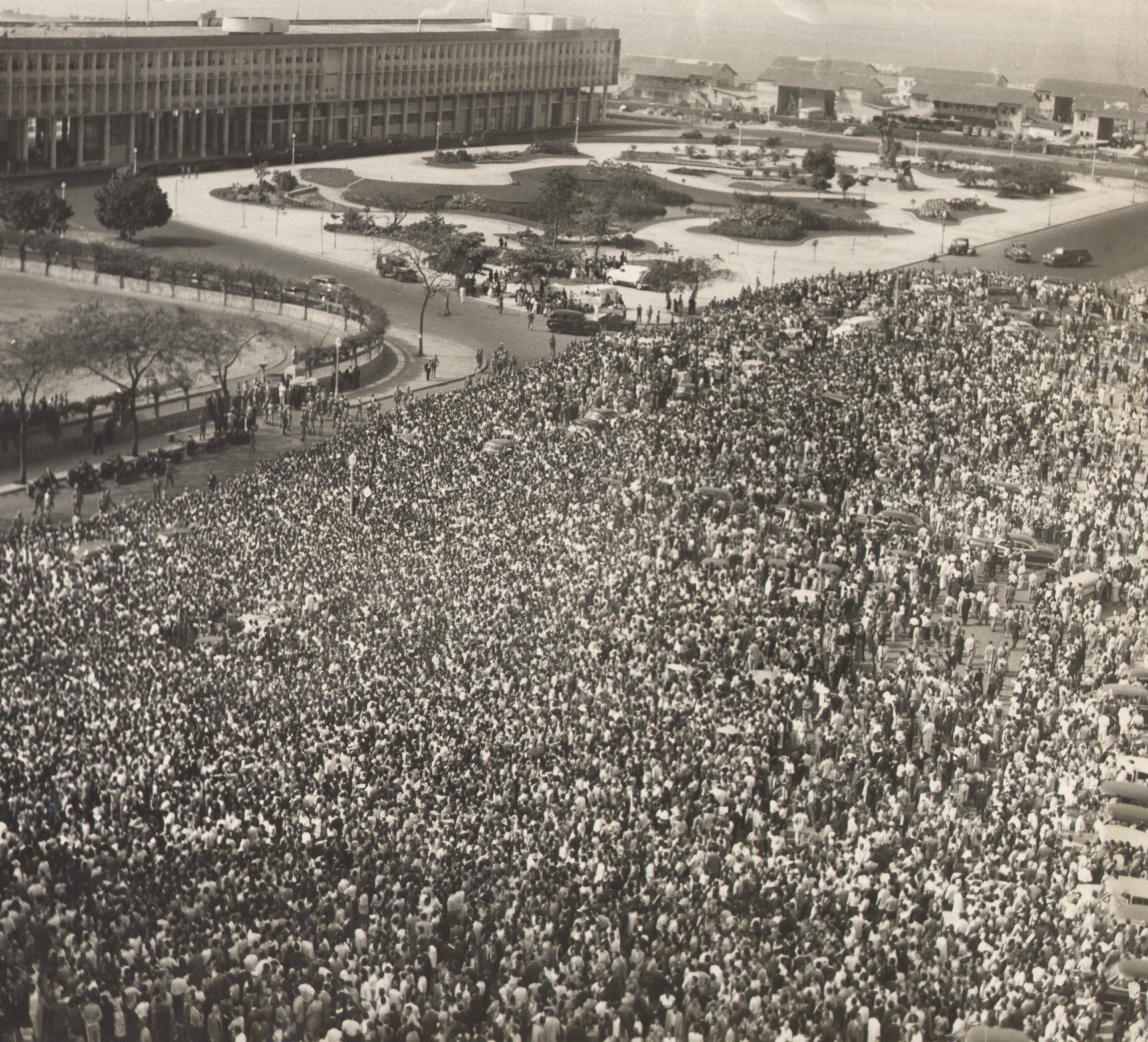
Multidão se aglomera em frente ao aeroporto durante o traslado do corpo de Vargas para sepultamento em São Borja, 26 de agosto de 1954

1934 - Iniciaram-se as obras de construção do aeroporto com a ampliação do aterro em mais 370 mil metros quadrados, utilizando cerca de 2,7 milhões de metros cúbicos de areia, além da construção de uma muralha de contenção.
|                                        |  |                                            |
| Aterro onde foi construído o aeroporto |  | Antiga Estação de Hidroaviões do Calabouço |

1935 - Pequenos aviões já começam a utilizar o aeroporto, ainda com uma pista de 400 metros.
1936 - Em 30 de novembro de 1936 o aeroporto foi oficialmente inaugurado, com uma pista de pousos e decolagens de 700 metros de comprimento. No mês anterior à inauguração, Getúlio Vargas, então presidente do Brasil, publicou um decreto dando o nome do aeronauta Santos Dumont ao aeroporto, considerando sua relevância deste brasileiro na história da aeronáutica.
1937 - Inauguração da Estação de hidroaviões.
1938 - Início da construção do terminal de passageiros.
1938 - Em 1938 a pista foi ampliada de 700 para 1 050 metros para atender a demanda maior de aviões baseados em terra. Sendo o Rio de Janeiro a capital do País e o com intenso movimento de turistas na cidade, o SDU detinha a primazia no transporte aéreo nacional e o tráfego de São Paulo ainda era menor que o do Rio.
1945 - Inauguração do terminal de passageiros. A obra iniciada em 1938 foi interrompida durante a Segunda Guerra Mundial.
1947 - A pista foi ampliada para 1 350 metros e o aeroporto entra em seu auge de tráfego.  Nessa ocasião os voos intercontinentais foram transferidos para o Aeroporto do Galeão que passou a operar com os DC-6, Boeing 377 e Constellation que poderiam então decolar mais pesados.
1959 - É inaugurada a ponte aérea Rio-São Paulo: acordo firmado entre as companhias Varig, Vasp e Cruzeiro do  Sul que operavam os Convair 240, Scandia e Convair 340, respectivamente, na ligação aérea entre as cidades do Rio de Janeiro e São Paulo.
1960 - Brasília, a nova capital do Brasil é inaugurada e São Paulo assume o posto de cidade mais importante do país devido a sua industrialização. Com essas mudanças no contexto nacional o Aeroporto do Rio de Janeiro sofreu uma redução no tráfego e deixou de ser o único e principal hub nacional.
1991 - Os aviões a jato, em particular os Boeings 737-300, passaram a ser utilizados no aeroporto no serviços da Ponte Aérea a partir de novembro de 1991.
1998 - O aeroporto foi destruído por um incêndio que durou 8 horas, no dia 13 de fevereiro de 1998, fazendo com que todas as operações fossem transferidas para o Aeroporto do Galeão.  Em função do desastre, o terminal do Santos Dumont passou por uma rápida reforma e os voos só foram retornar por completo para o aeroporto em 15 de agosto daquele ano.
|                                                                                           |  |                                                                                    |
| Antigo terminal de passageiros inaugurado em 1945, atualmente usado para os desembarques. |  | Lockheed Electra da VARIG no Santos Dumont, avião usado na ponte-aérea de 62 a 92. |

1998 - Tombamento da antiga Estação Central de Passageiros, pelo Instituto Estadual do Patrimônio Cultural em 12 de dezembro de 1998. Nesse prédio, inaugurado em 1945, hoje funciona o terminal de desembarque do aeroporto.
2004 - Início das reforma e ampliação do Aeroporto Santos Dumont.
2005 - Em 13 de março de 2005 entrou em vigor a determinação da Portaria nº 187 de 8 de março de 2005 do Departamento de Aviação Civil (DAC). Essa Portaria restringiu as operações no Aeroporto Santos Dumont a voos da ponte aérea e voos regionais, além de atender os voos das empresas de Táxi Aéreo e da Aviação Geral. Dentre outras, a principal limitação se dava  na operação de aeronaves  turboélice, com capacidade máxima de 50 assentos nos voos regulares, com exceção dos voos para o aeroporto de Congonhas, que continuavam sendo operados com jatos.
2007 - Inauguração do atual e moderno terminal de embarque com 8 pontes de embarque em 26 de maio de 2007.
2009 - Revogação da Portaria nº 187 de 8 de março de 2005 do Departamento de Aviação Civil (DAC) por meio da Resolução nº 75, de 3 de Março de 2009, da Agência Nacional de Aviação Civil (Anac). Com isso, dado o limite  da  capacidade  operacional  no Aeroporto  Santos  Dumont,  com  base em critérios técnicos da ANAC, o aeroporto foi liberado para voos interestaduais e também para uso de aviões a jato em novas rotas, além da ponte-aérea.
2016 - A partir de 27 de março de 2016, por meio da decisão Nº104/2015 da ANAC, o Aeroporto Santos Dumont passou a ser um aeroporto coordenado no sistema de alocação de slots.
2023 - Em agosto de 2023, o governo do Brasil publicou uma portaria dizendo que, a partir de 2024, só poderão ser operados no aeroporto voos com destino ou provenientes de São Paulo - Congonhas e Brasília, além de restringir a operação a um raio de 400 quilômetros para outros voos, com o objetivo de aumentar o movimento do Aeroporto do Galeão, ação que foi repudiada pela IATA. Segundo o órgão, "a medida não está de acordo com regras internacionais, e o passageiro deve ter a liberdade de escolher o aeroporto que ele deseja partir ou chegar". A autoridade ainda pediu ao governo brasileiro que a decisão seja revista. Em novembro, o Ministério de Portos e Aeroportos (MPor) decidiu revogar a medida de restrição de destino, no entanto, ainda deve obedecer o limite de 6,5 milhões de passageiros por ano, número inferior aos cerca 11 milhões registrados em 2022.

## Ampliação e Modernização
No início dos anos 2000 o Aeroporto Santos Dumont operava com mais que o dobro de sua capacidade. Nos anos 2003 e 2004 passaram pelo aeroporto cerca de 5 milhões de pessoas em cada ano, quando sua capacidade operacional era de apenas 1,8 milhão de passageiros por ano. Nesse período houve uma intensa polêmica sobre o que seria feito diante da situação do aeroporto: De um lado a Infraero, companhias aéreas e habituais passageiros justificavam a emergência da ampliação do terminal sob a alegação de que o local era incapaz de comportar o fluxo atual de usuários; por outro lado, arquitetos, ambientalistas, pilotos, agentes de viagem e defensores do patrimônio histórico defendiam a preservação das características originais do aeroporto.
Diante do impasse, a Infraero submeteu o projeto de ampliação ao Instituto Estadual do Patrimônio Artístico e Cultural (Inepac) e ao Instituto de Arquitetos do Brasil (IAB), realizou duas consultas públicas e atendeu a todas as exigências dos órgãos de controle ambiental e urbanístico. Após se arrastar por dois anos, a projeto finalmente foi aprovado e as obras se iniciaram no ano 2004.
Obras incluídas no projeto:
|                                                           |  |                                                           |
| Nova Sala de Embarque revestida de material transparente. |  | Novo terminal de passageiros utilizado para os embarques. |

- Reforma do antigo terminal de passageiros, para ser usado somente como terminal de desembarques;
- Reforma das pistas e dos pátios de aeronaves;
- Construção de um novo terminal de passageiros, com 29 mil m², para funcionar exclusivamente como terminal de embarques;
- Instalação de 8 pontes de embarque e desembarque;
- Construção do conector de acesso às pontes, ocupando 8 177 m², com estrutura metálica e uso intensivo de vidro;
- Aumento do número de balcões de check-in de 33 para 50 posições;
- Aumento do número de esteiras de bagagens de 2 para 5 esteiras;
- Ampliação da quantidade de pontos comerciais de 50 para 153 lojas.

As obras foram concluídas e entregues em 26 de maio de 2007. Com isso, a área construída envolvendo os terminais de passageiros aumentou de 19 mil m² para 61 mil m² e a capacidade de 1,8 milhão de passageiros por ano foi ampliada para 8,5 milhões.
Em Junho de 2017, a empresa europeia Airbus informou que irá realizar alterações em seus modelos A320 para que operem no aeroporto. Atualmente, o modelo, com capacidade de até 174 passageiros, só pode operar no Santos Dumont, com uma porcentagem dessa capacidade devido ao comprimento da pista do aeroporto. As empresas Latam e Avianca só operam modelos A319 na ponte aérea, com capacidade de até 144 passageiros.
A fabricante negocia com ambas, uma nova versão, batizada internamente de “Sharp” (Short Airfield Package, ou “pacote para pistas curtas”). Que sofrerá alterações nos motores, freios e software, permitindo assim que o A320 realize pousos e decolagens no aeroporto, com capacidade máxima.
Essa decisão foi tomada, visando aumentar o transportes de passageiros perante à concorrência. A Gol, cliente da americana Boeing, passou por essas alterações com seus 737-8's no ano passado e realiza operações de pouso e decolagem normalmente com o aparelho, que possui capacidade de até 177 passageiros saindo assim, na frente no transporte de passageiros na ponte aérea.
Em meados de 2019 a ANAC autoriza a LATAM a utilizar o Airbus A320ceo com pacote LIP a operar no aeroporto. Em junho de 2020, a Azul passa a operar voos com Airbus A320neo (a LATAM também utiliza o A320neo em algumas rotas do Santos Dumont)

## Infraestrutura.
| Sítio Aeroportuário - Área total: 833 703 m² Pistas de pousos e decolagens Pista Principal (2R/20L): - 1 323 x 42 metros Pista Auxiliar (2L/20R): - 1 260 x 30 metros Instrumentos de pouso e rádionavegação: - LOC/DME - NDB Capacidade: - 29 movimentos/hora | Terminal de Passageiros Área: 61 000 m² 51 posições de check-in 55 totens de autoatendimento Capacidade: - 1 800 passageiros/hora - 9,9 milhões de passageiros/ano Embarque: - 8 pontes de embarque Desembarque: - 6 esteiras de restituição de bagagens Estacionamento de veículos: - 3 414 vagas | Pátio de aeronaves Área: 95 800 m² Estacionamento de aeronaves para aviação comercial: - 8 posições de alocação com finger (Pontes de embarque) - 12 posições de alocação remota - Total: 20 posições Estacionamento de aeronaves para aviação geral: - 25 posições para asa fixa - 7 posições para asa rotativa - Total: 32 posições |

## Estatísticas
Composição das operações no Santos Dumont, em 2015:
Maiores rotas do Santos Dumont em 2014:

### Composição das operações
Existem três tipos de aviação operando no Aeroporto Santos Dumont:
- A Aviação comercial, referente as companhias aéreas que comercializam passagens e mantém voos regulares em linhas aéreas partindo do aeroporto;
- A Aviação geral, referente voos da aviação executiva, de pequenos aviões de propriedade particular, de helicópteros, voos de treinamento para pilotos iniciantes e outras atividades aéreas que não sejam voos regulares ou aeronaves militares;
- E a Aviação militar, com a utilização de aviões para fins exclusivamente militares, incluindo o uso de outras aeronaves como helicópteros.

Segundo o Centro de Gerenciamento de Navegação Aérea (CGNA), em 2015 passaram pelo aeroporto 139 561 aeronaves, número 7,3% menor em relação ao ano anterior. Desse montante, 75% dos voos foram da aviação comercial, 21% da aviação geral e 4% da aviação militar.

### Movimento de passageiros
| Histórico - Movimento Operacional |             |         |
| Ano                               | Passageiros |         |
| 2015                              | 9 618 197   | 3%      |
| 2014                              | 9 924 977   | 9%      |
| 2013                              | 9 102 187   | 2%      |
| 2012                              | 8 960 345   | 5%      |
| 2011                              | 8 522 225   | 9%      |
| 2010                              | 7 805 387   | 53%     |
| 2009                              | 5 099 643   | 41%     |
| 2008                              | 3 628 766   | 13%     |
| 2007                              | 3 214 415   | 10%     |
| 2006                              | 3 553 177   | 1%      |
| 2005                              | 3 562 297   | 27%     |
| 2004                              | 4 887 306   | 9%      |
| 2003                              | 5 382 779   | Aumento |

Ver a consulta original do Wikidata.

## Incêndio no terminal
1998
No dia 13 de fevereiro de 1998, o terminal de passageiros do Aeroporto Santos Dumont foi destruído pelo fogo. O incêndio começou no por volta da 1h30, na madrugada de sexta-feira, e só foi controlado oito horas depois, por volta das 9h30 da manhã daquele dia. O fogo começou no setor de desembarque e atingiu lojas, restaurantes, locadoras de veículos e até a torre de controle do aeroporto.
Como o aeroporto não tem voos regulares durante a madrugada, o número de vítimas foi reduzido. Dezoito pessoas foram resgatadas com ferimentos leves. A pista e o pátio do aeroporto não foram atingidos, e então quarenta aviões e três helicópteros que estavam estacionados tiveram permissão para decolar.
O prédio não teve a estrutura abalada, porém o laudo pericial indicou que 20% da estrutura do prédio, que ficou destruído pelo fogo, deveria ser demolida e o restante da estrutura passar por reforma. Todos os voos foram transferidos para o Aeroporto do Galeão e o Aeroporto Santos Dumont ficou fechado por cerca de 180 dias para as reformas. O aeroporto então voltou a operar em 15 de agosto de 1998 após os reparos.
2007
Em 17 de julho de 2007, o aeroporto sofre outro incêndio, desta vez menos grave. O incêndio começou por volta das três horas da tarde daquele dia e se concentrou na praça de alimentação, no terceiro pavimento do novo terminal de passageiros, recém inaugurado. Os voos programados a partir do horário do incêndio foram transferidos para o Aeroporto do Galeão. O aeroporto voltou a funcionar normalmente no dia seguinte, a partir das seis horas da manhã.

## Acidentes e incidentes
Os maiores acidentes já ocorridos ao longo da existência do Aeroporto Santos Dumont ocorreram entre os anos de 1940 e 1960, envolvendo colisões entre aeronaves e problemas com nevoeiro na região do aeroporto. Nas épocas mais recentes, os incidentes registrados no aeroporto estão envolvidos com o curto comprimento das pistas, onde aeronaves ultrapassam a cabeceira, chegando a cair na Baía de Guanabara.

### Desastre da enseada de Botafogo
No dia 8 de novembro de 1940, o avião Junkers JU 52, de matrícula PP-SPF da antiga VASP, caiu na praia de Botafogo, no Rio de Janeiro, após decolar do Aeroporto Santos Dumont. Dezenove pessoas morreram no acidente.

### Queda do Junkers PP-SPD
No dia 27 de agosto de 1943, outro avião Junkers JU 52, também da VASP teve dificuldades para pousar no Aeroporto Santos Dumont devido a um forte nevoeiro. Em uma segunda tentativa de pouso, o avião colidiu uma das asas com o prédio da Escola Naval, próxima ao aeroporto, vindo a ficar desgovernado e caindo na Baía de Guanabara. O avião vinha da cidade de São Paulo com 18 passageiros e 3 tripulantes. Apenas três pessoas foram resgatadas com vida.

### Voo REAL 435
Em 24 de junho de 1960, o avião Convair 340, matrícula PP-YRB, da companhia Real Transportes Aéreos, caiu na Baía de Guanabara. No voo, que vinha da cidade de Belo Horizonte, estavam 54 ocupantes, que morreram no acidente.

### Outros acidentes e incidentes
Em 30 de dezembro de 1958, um dos motores do avião Saab Scandia, prefixo PP-SQE da VASP, parou durante a subida a partir do Santos Dumont. A perda de um motor desequilibrou o avião que despencou na Baía de Guanabara matando 24 dos 34 de seus ocupantes.
No dia 25 de fevereiro de 1960, sobre a Baía de Guanabara, um avião DC-6 da Marinha dos Estados Unidos vindo da Argentina colidiu com o avião DC-3 da Real Transportes Aéreos, que vinha de Campos dos Goytacazes. As duas aeronaves iam pousar no Aeroporto Santos Dumont. Dos 38 ocupantes do DC-6, 35 morreram, enquanto no DC-3 todos os 26 ocupantes morreram no acidente.
Em 3 de julho de 1997, um bimotor Cessna Citation 1 caiu na Baía de Guanabara, a cinquenta metros da pista do Aeroporto Santos Dumont. No avião estavam a dançarina Valéria Valenssa, seu marido e outros três ocupantes, que conseguiram saltar na água e serem resgatados. Todos os ocupantes saíram sem ferimentos graves.
No dia 18 de julho de 1997, um Boeing 737 da Varig, com 133 passageiros derrapou na pista ao pousar no Aeroporto Santos Dumont. O avião ultrapassou o final da pista e a cabine do piloto ficou acerca de um metro das águas da baía de Guanabara. O avião, que vinha de São Paulo, teve o trem de pouso e um dos motores danificado. Não houve feridos.
Em 2 de fevereiro de 2002, um taxista que voltava, e que passava pela Avenida Almirante Silvio de Noronha, que contorna as cabeceiras das pistas do Santos Dumont, teve seu carro atirado contra pedras pelo deslocamento de ar provocado pela decolagem de um avião. O taxista ficou gravemente ferido e veio a falecer no hospital.
No dia 10 de setembro de 2004, um avião da empresa TAM Jatos Executivos teve o pneu estourado quando pousava no Santos Dumont. Os quatro passageiros e os tripulantes não se feriram. O aeroporto ficou fechado por quase uma hora.
No dia 12 de agosto de 2010, o jatinho Bombardier Learjet 55, de matrícula PT-LXO da antiga Oceanair, teve uma pane elétrica após decolar do Santos Dumont. Ao retornar ao aeroporto, o avião teve problemas para parar e veio a cair nas águas da Baía de Guanabara. Os três tripulantes do avião, que não estava com passageiros, foram resgatados sem ferimentos graves.
No dia 25 de setembro de 2015, um Boeing 737 da Gol derrapou e saiu da pista do Aeroporto Santos Dumont, ao decolar com destino a Belo Horizonte. O aeroporto ficou fechado por mais de duas horas, até que a aeronave fosse retirada. Não houve feridos.